# Agustín Martegani
Agustín Alberto Martegani (Rojas, Provincia de Buenos Aires, Argentina; 20 de mayo de 2000) es un futbolista argentino. Juega como centrocampista en Boca Juniors de la Primera División de Argentina.

## Trayectoria

### San Lorenzo
Llegó al club a finales de 2017 procedente de Argentino Rojas, club de su natal Rojas. Fue promovido de la reserva por Jorge Almirón en 2019 e hizo su debut profesional en la derrota por 2 a 0 del club de Boedo ante Estudiantes de San Luis por Copa Argentina el 22 de mayo de 2019.
Su primer gol en primera se produciría el 11 de octubre de 2021 en la derrota por 2-1 ante Colón, donde luego de un remate desde afuera del área descontó el marcado a favor del Ciclón.
Repitiendo la fórmula del remate lejano, Agustín volvería a marcar, ya en el 2022, ante Defensa y Justicia en la derrota 3-4 el 21 de febrero, significando el descuento parcial por 1-3 y luego dando una asistencia. Siguiendo con su buena racha, volvería a marcar anteNewell's el 27 de abril de ese mismo año en el triunfo 2-1, siendo el parcial 1-0.Su último gol con esta camiseta se daría el 6 de mayo del corriente año, ante Racing, en el empate 1-1, nuevamente con un certero remate lejano.

#### Polémica con Rubén Darío Insúa y salida del club
Luego de estos cuatro meses de grandes rendimientos, llegaría Rubén Darío Insúa a la dirección técnica del club y no tendría mucho en cuenta a Martegani, aunque de todas formas jugando sin poder marcar la diferencia. 
Pasados los partidos, y con el jugador cada vez más codiciado dentro del fútbol argentino por clubes como River o La Academia, entrando al 2023 la relación de Alberto con Rubén estaba cada vez más deteriorada, a tal punto de declaraciones cruzadas de ambos lados donde se destacan irregularidades grandes como, según el entrenador, el buen momento por el que pasaba el jugador y, según el centrocampista, una nula comprensión del fútbol por parte del director técnico.
Luego de ser cedido al Granata, el volante declara que se fue del club sin escaparse y que tomó la decisión ya que no tenía lugar en el esquema utilizado. En respuesta a eso, Darío comenta que Marta había cumplido su sueño y que en el último tiempo había decidido no entrenar para no arriesgar las piernas para poder irse a Europa.

### Salernitana
En agosto de 2023, se acuerda su cesión a préstamo con opción de compra al equipo de la Primera División Italiana,  Salernitana con el objetivo de no irse al descenso, compartiendo plantel con grandes jugadores del fútbol mundial como Federico Fazio, Guillermo Ochoa, Marco Pellegrino, Jérôme Boateng así como de Franck Ribéry en el staff técnico.
Su primer y único gol con esa camiseta se produciría el 21 de enero de 2024 ante el Genoa en la derrota 1-2, anotando el parcial 1-0.
Tras una pésima temporada del club en la Liga, pudiendo solamente sacar 17 puntos de 114 posibles producto de 2 triunfos, 11 empates y 25 derrotas en 38 partidos, con tan solo 32 goles metidos y 81 recibidos generando una mala diferencia de gol de -49, terminarían descendiendo a la Serie B, marcando el final de la estadía de Agustín Martegani en el fútbol europeo.

## Estadísticas
Actualizado al último partido disputado el 21 de abril de 2024.
| Club                  | Div.          | Temporada     | Liga  | Liga  | Liga   | Copas nacionales | Copas nacionales | Copas nacionales | Copas internacionales | Copas internacionales | Copas internacionales | Total | Total | Total  |
| Club                  | Div.          | Temporada     | Part. | Goles | Asist. | Part.            | Goles            | Asist.           | Part.                 | Goles                 | Asist.                | Part. | Goles | Asist. |
| --------------------- | ------------- | ------------- | ----- | ----- | ------ | ---------------- | ---------------- | ---------------- | --------------------- | --------------------- | --------------------- | ----- | ----- | ------ |
| San Lorenzo Argentina | 1.ª           | 2019          | -     | -     | -      | 1                | 0                | 0                | -                     | -                     | -                     | 1     | 0     | 0      |
| San Lorenzo Argentina | 1.ª           | 2020          | -     | -     | -      | -                | -                | -                | -                     | -                     | -                     | 0     | 0     | 0      |
| San Lorenzo Argentina | 1.ª           | 2021          | 7     | 1     | 0      | -                | -                | -                | -                     | -                     | -                     | 7     | 1     | 0      |
| San Lorenzo Argentina | 1.ª           | 2022          | 32    | 3     | 5      | 1                | 0                | 0                | -                     | -                     | -                     | 33    | 3     | 5      |
| San Lorenzo Argentina | 1.ª           | 2023          | 16    | 0     | 1      | 2                | 0                | 1                | 6                     | 0                     | 1                     | 24    | 0     | 3      |
| San Lorenzo Argentina | Total club    | Total club    | 55    | 4     | 6      | 4                | 0                | 1                | 6                     | 0                     | 1                     | 65    | 4     | 8      |
| Salernitana · Italia  | 1.ª           | 2023/24       | 18    | 1     | 0      | 1                | 0                | 0                | -                     | -                     | -                     | 19    | 1     | 0      |
| Salernitana · Italia  | Total club    | Total club    | 18    | 1     | 0      | 1                | 0                | 0                | 0                     | 0                     | 0                     | 19    | 1     | 0      |
| Total carrera         | Total carrera | Total carrera | 73    | 5     | 6      | 5                | 0                | 1                | 6                     | 0                     | 1                     | 84    | 5     | 8      |